# Dorsal de Mohn

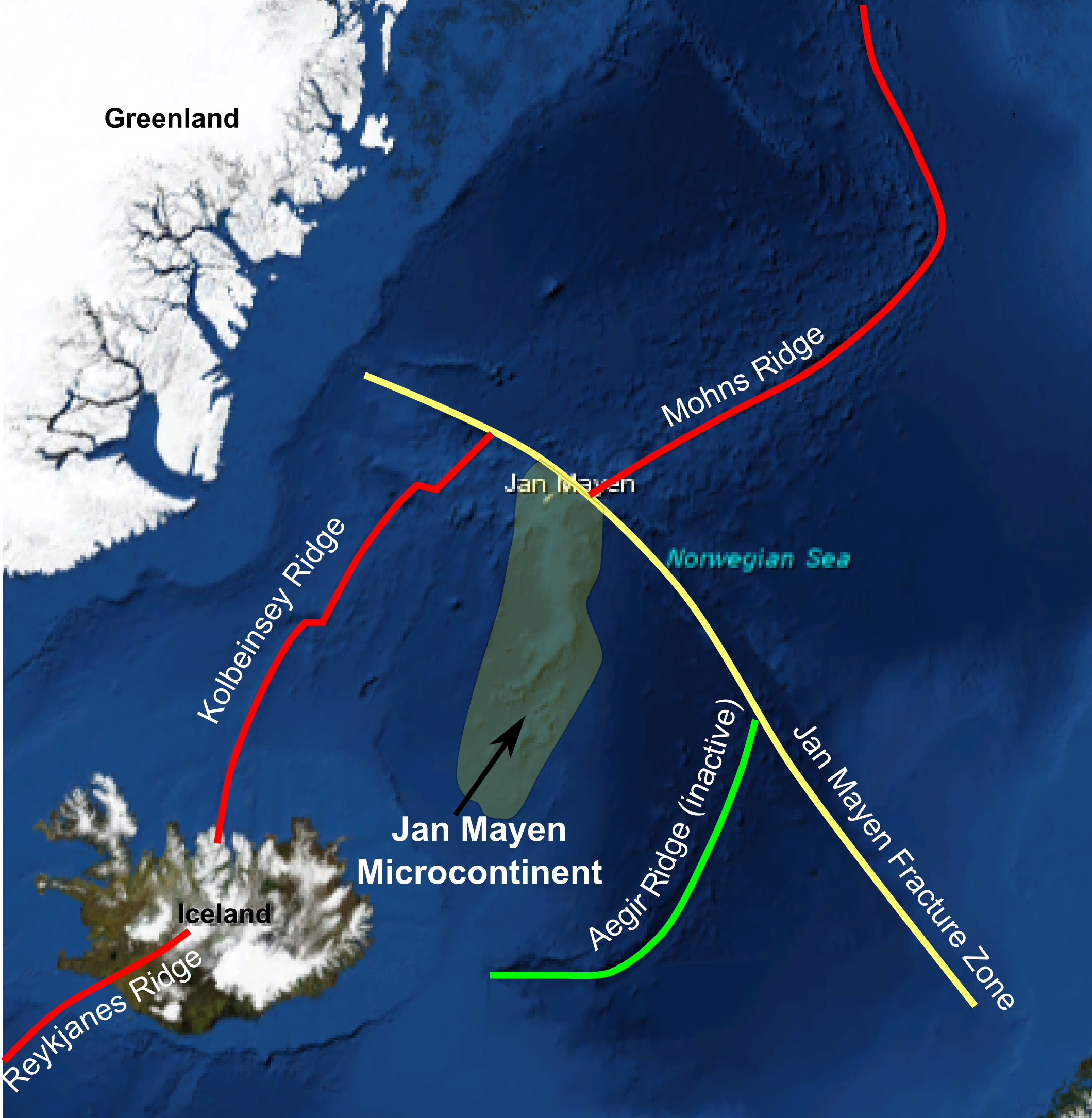
Carta das dorsais situadas entre a Islândia e a ilha Jan Mayen, com a dorsal de Mohn ao nordeste.

Topografia do Mar da Gronelânda e águas vizinhas. A dorsal de Mohn aparece no centro-leste da carta (marcada como Mohn-Rücken).

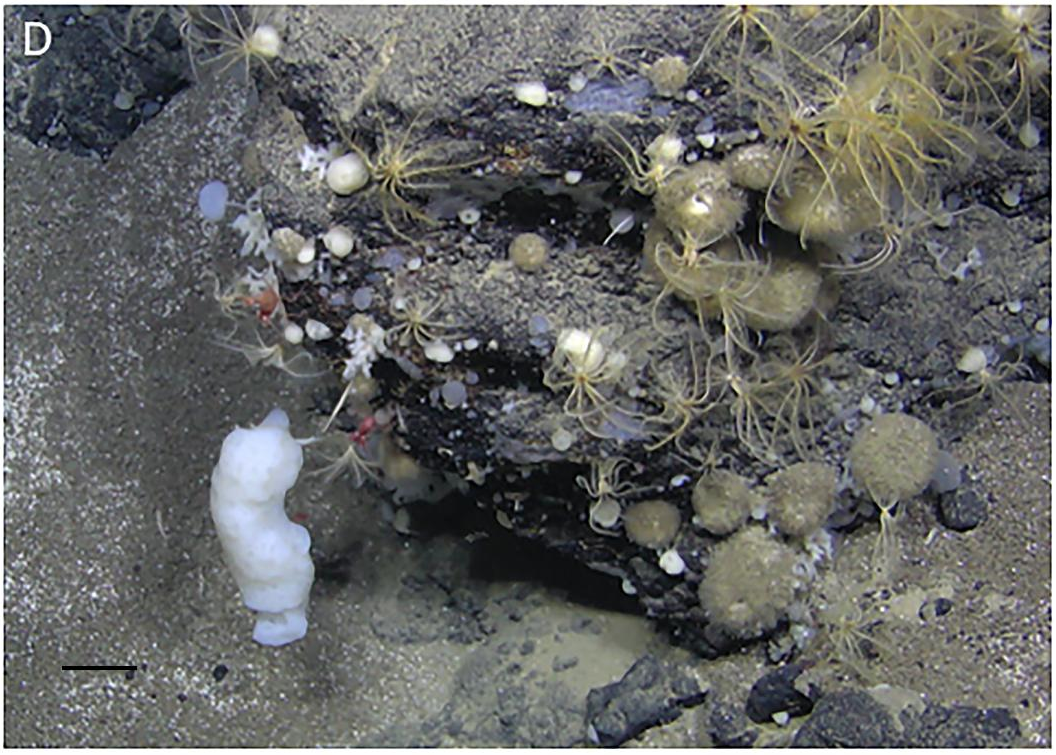
Esponja e outra fauna num afloramento rochoso nos sedimentos da região Mohn's Treasure Mound, perto de Loki's Castle.

A dorsal de Mohn (por vezes, erradamente, dorsal Mohns), é um troço da dorsal Mesoatlântica, com cerca de 580 km de comprimento, localizado na região de transição entre o norte do Oceano Atlântico e o sul do Oceano Ártico, a nordeste da ilha de Jan Mayen, a sudoeste de Svalbard, a leste de Gronelândia e a oeste do norte de Noruega. A sua extremidade sul, formada pela zona de fratura de Jan Mayen, fica perto da costa norte da ilha de Jan Mayen. A dorsal separa o nordeste do Mar da Groenlândia do Mar da Noruega. O nome é uma homenagem ao meteorologista e oceanógrafo norueguês Henrik Mohn (1835–1916).

## Descrição
A dorsal de Mohn estende-se desde o arco Knipovich-Mohn, que marca a transição do alinhamento da dorsal de Knipovich, mais ao norte, para próximo do sudoeste, em direção à zona de fratura de Jan Mayen, uma falha transformante R-R. Deslocado para o oeste, ao longo da zona de fratura, fica a dorsal de Kolbeinsey. No sudeste da dorsal de Mohn fica a bacia das Lofoten, que tem até 3 200 m de profundidade, e a noroeste a bacia da Gronelândia, com até 2 600 m de profundidade. Na literatura mais antiga, a dorsal de Knipovich é por vezes considerada como parte da dorsal de Mohn.
A extensão da cordilheira Mohn é de cerca de 580 km, fazendo parte da dorsal Mesoatlântica, uma gigantesca estrutura tectónica que se estende desde a dorsal de Gakkel, no norte do Oceano Ártico, até a ilha Bouvet ao largo da Antártida.
Ao longo da região central da dorsal de Mohn estende-se um vale de rifte com mais de 3 000 m de profundidade. Perto do arco Mohn-Knipovich, os montes submarinos ao norte do vale do rifte são até 800 m mais altos do que os montes localizados ao sul. Poderosas camadas de sedimentos, com até 800 m de espessura, formam uma estrutura em leque, designada por avental abissal da ilha do Urso (a Bear island fan), que cobre os flancos e o fundo do vale do rifte, especialmente o seu dorso leste.
A dorsal de Mohn é formada por acreção de magma em consequência da expansão dos fundos oceânicos entre placas litosféricas divergentes, ou seja, pelo progressivo afastamento da placa Norte-Americana e da placa Euroasiática. Com uma taxa de expansão crustal de apenas 15,6 mm por ano, é uma das dorsais submarinas de expansão ultra-lenta.
No extremo nordeste da dorsal de Mohn, no arco Mohn-Knipovich, foi descoberto em 2008, nas coordenadas 73° 30′ N; 8° W, perto do cume de uma crista vulcânica axial que se projeta do vale do rifte, um campo hidrotermal de fumarolas negras, que foi denominado Loki's Castle (→ Castelo de Loki). Até então, essas áreas de atividade hidrotermal nos sistemas de rifte de expansão ultra-lenta das dorsais árticas eram pouco conhecidas. Há interesses económicos que pretendem minerar o fundo do mar na região do Castelo de Loki e em outros locais próximos, com atividade hidrotermal ativa e inativa, principalmente para explorar ocorrências de sulfetos maciços ricos em metais.
A dorsal de Mohn forma a fronteira entre os sistemas de correntes do Atlântico e do Ártico, já que na região flui para norte a corrente de Jan Mayen. Esta corrente ramifica-se a noroeste de Jan Mayen na corrente Leste da Gronelândia e carrega água fria ártica ao longo da dorsal de Mohn-Knipovich em direção a Svalbard, onde se junta à corrente Oeste Spitsbergen e ao giro da Gronelândia. Ao longo das dorsais de Mohn e Knipovich, um ramo da corrente do Atlântico Norte, a corrente da Frente Atlântica Norueguesa (Norwegian Atlantic Front Current ou NwAFC), transporta água quente e salina do Atlântico para nordeste, que sobrenada a corrente de Spitsbergen Ocidental no Ártico e no Mar da Gronelândia.
Henrik Mohn, que estudou o fundo do mar em partes do mar da Gronelândia e dos mares da Noruega durante a Expedição Norueguesa aos Mares do Norte (1876–1878), descreveu um dorsal oceânica a nordeste de Jan Mayen. Presumiu que essa dorsal, que designou por Dorsal Transversal, se estenderia, talvez com quebras, até à ilha do Urso.